# Таритаун (Њујорк)
Таритаун (енгл. Tarrytown) град је у америчкој савезној држави Њујорк.

## Демографија
По попису из 2010. године број становника је 11.277, што је 187 (1,7%) становника више него 2000. године.
| Група             | 2000.         | 2010.         |
| Белци             | 7.614 (68,7%) | 7.123 (63,2%) |
| Афроамериканци    | 781 (7,0%)    | 876 (7,8%)    |
| Азијати           | 720 (6,5%)    | 897 (8,0%)    |
| Хиспаноамериканци | 1.793 (16,2%) | 2.260 (20,0%) |
| Укупно            | 11.090        | 11.277        |